# Reggio Calcio a 5
L'Associazione Sportiva Reggio Calcio a 5 è stata una squadra di calcio a 5 con sede a Reggio Calabria.

## Storia
Fondata nel 1991, il Reggio è stato una delle società storiche del movimento italiano, nonché il primo club reggino ad essere approdato nei campionati nazionali grazie alla vittoria colta nella finale contro il Bonefro al termine della stagione 1991-92.
Retrocessa in Serie A2 nella stagione 2002-2003, riuscì a ritornare immediatamente nella massima serie nella stagione 2004-05. La società era allora composta da dodici imprenditori e professionisti della città reggina, sotto la guida del presidente Mallamaci. Lo stesso Mallamaci è stato il terzo presidente della storia, succedendo a Cotroneo ed al primo presidente Praticò Santo. Grazie all'affluenza di pubblico durante le gare interne di campionato divenne il secondo impianto d'Italia per presenze nella massima serie di calcio a 5. Nella stagione 2005-06 il Reggio disputò il suo migliore campionato, chiudendo la stagione regolare al sesto posto. Il cammino nei play-off si interruppe tuttavia già nei quarti di finale, già raggiunti nella stagione 2001-02. La squadra si qualificò inoltre alla fase finale di Coppa Italia, venendo eliminata nei quarti di finale dalla Lazio. Nella stagione successiva la squadra calabrese arrivò al quartultimo posto; costretta a disputare i play-out per non retrocedere in Serie A2, la squadra si salvò dopo la finale vinta ai danni del Cagliari pareggiando per 1-1 l'andata ma vincendo il ritorno per 5-2.
Nella stagione 2007-08 la squadra riuscì ad invertire un inesorabile declino (accentuato dai sei punti di penalizzazione giunti con il Comunicato Ufficiale n. 259 nel quale la società veniva giudicata rea di aver prodotto una falsa documentazione per l'iscrizione al precedente campionato '06/'07) riuscendosi a salvare al termine delle gare di play-out contro la Maran Spoleto. La stagione seguente non si iscrisse al campionato di serie A, cessando l'attività sportiva.

## Cronistoria
| Cronistoria del Reggio C5 |
| --- |
| - 1991 · Fondazione del Reggio C5. - 1991-92 · ? in Serie C Calabria. Promossa in Serie B. Vince lo spareggio promozione. - 1992-93 · ? nel girone ? di Serie B. - 1993-94 · ? nel girone ? di Serie B. - 1994-95 · ? nel girone ? di Serie B. - 1995-96 · ? nel girone ? di Serie B. - 1996-97 · 1ª nel girone D di Serie B. Promossa in Serie A. - 1997-98 · 10ª in Serie A. 1º turno play-off scudetto. Ottavi di finale di Coppa Italia. - 1998-99 · 7ª in Serie A. 1º turno play-off scudetto. Ottavi di finale di Coppa Italia. - 1999-00 · 14ª in Serie A. Retrocessa in Serie A2, viene ripescata. Sconfitta nello spareggio promozione-salvezza. Ottavi di finale di Coppa Italia. - 2000-01 · 9ª in Serie A. 1º turno play-off scudetto. Quarti di finale di Coppa Italia. - 2001-02 · 9ª in Serie A. Quarti di finale play-off scudetto. Ottavi di finale di Coppa Italia. - 2002-03 · 13ª in Serie A. Retrocessa in Serie A2. Ottavi di finale di Coppa Italia. - 2003-04 · 1ª nel girone B di Serie A2. Promossa in Serie A. 1º turno play-off scudetto. Ottavi di finale di Coppa Italia di Serie A2. - 2004-05 · 8ª in Serie A. 1º turno play-off scudetto. - 2005-06 · 6ª in Serie A. Quarti di finale play-off scudetto. Quarti di finale di Coppa Italia. - 2006-07 · 11ª in Serie A. Vince lo spareggio promozione-salvezza. - 2007-08 · 12ª in Serie A. Vince lo spareggio promozione-salvezza. - 2008 · Scioglimento della società. |